# 芹田健太郎
芹田 健太郎（せりた けんたろう、1941年3月10日 - ）は、日本の法学者。専門は、国際法・国際人権法。神戸大学名誉教授。前京都ノートルダム女子大学学長。満洲国生まれ。瑞宝中綬章受章（2017年秋）。

## 経歴
経歴は以下の通り。
- 1959年03月 - 六甲高等学校卒業
- 1963年03月 - 京都大学法学部卒業
- 1965年03月 - 京都大学大学院法学研究科修士課程修了
- 1966年03月 - 京都大学大学院法学研究科博士課程中退、神戸商船大学助手
- 1968年04月 - 神戸商船大学講師
- 1969年10月 - パリ大学（フランス共和国）にて在外研究（1971年11月まで）
- 1972年03月 - 神戸商船大学助教授
- 1981年04月 - 神戸大学法学部教授
- 1993年04月 - 神戸大学大学院国際協力研究科教授（法学部教授兼任）
- 1994年10月 - 神戸大学大学院国際協力研究科長（1996年9月まで）
- 2000年04月 - 神戸大学大学院国際協力研究科教授（大学院法学研究科教授兼任）（大学院重点化による）
- 2004年03月 - 神戸大学定年退官
- 2004年04月 - 愛知学院大学法学部教授、神戸大学名誉教授
- 2005年04月 - 愛知学院大学大学院法務研究科教授
- 2008年06月 - 愛知学院大学大学院法務研究科長（2014年3月まで）
- 2013年04月 - 京都ノートルダム女子大学学長（2017年3月まで）
- 2014年03月 - 愛知学院大学退職

下條正男によると、韓国の主張に同調する日本人を「良心的日本人」として韓国の民間団体「独島を日本に知らせる運動連帯」が2013年5月2日中央日報に「朴槿恵大統領に捧げる公開請願」という2面の「極右学者」を非難する意見広告を掲載したが、「日本にも正しい学者が多数いる」として堀和生京都大学教授、内藤正中島根大学名誉教授、梶村秀樹東京大学教授、古地図収集家の久保井規夫と共に「良心的日本人」の一人として名前が挙げられている。

## 著書

### 単著
- 『憲法と国際環境』（有信堂高文社，1975年／改訂版・1980年／補訂版・1992年）
- 『永住者の権利』（信山社，1991年）
- 『普遍的国際社会の成立と国際法』（有斐閣，1996年）
- 『島の領有と経済水域の境界画定』（有信堂高文社，1999年）
- 『亡命・難民保護の諸問題Ⅰ―疵護法の展開』（北樹出版，2000年）
- 『21世紀の国際化論―兵庫からの挑戦』（兵庫ジャーナル社，2001年）
- 『日本の領土』（中央公論新社・中公叢書，2002年／中公文庫, 2010年）
- 『地球社会の人権論』（信山社，2003年）
- 『国際人権法Ⅰ』（信山社全書，2011年）
  - 『国際人権法』（法律学の森 信山社, 2018年）
- 『国際法入門』（新ブリッジブック 信山社, 2020年）
- 『せりけんシリーズ』（信山社新書 全4冊, 2021年 - 2022年）

### 著作集
- 『芹田健太郎著作集』（信山社、2019年 - 2020年）
  1. 人類史と国際社会
  2. 地球社会の人権論
  3. 永住者の権利
  4. 犯人引渡と庇護権の展開
  5. 欧米の揺籃期国際人権保障
  6. 開発援助と緊急援助
  7. 環境法・公害法と海洋法
  8. 島の領有と大陸棚・排他的経済水域
  9. 日本の領土
  10. 紛争処理・条約締結・租税免除・戦後処理
  11. 新国家と国際社会
  12. 憲法と国際環境
  13. 随想・社会時評・講演録

### 共著
- （金東勲・藤田久一）『ホーンブック国際法』（北樹出版，1987年）
- （薬師寺公夫・坂元茂樹）『ブリッジブック国際人権法』（信山社，2008年）

### 編著
- 『国際人権条約・資料集』（有信堂高文社，1979年／第2版・1982年）
- 『国際人権規約草案註解／国際連合(編)』（有信堂高文社，1981年）
- 『アジア・太平洋の人と暮らし』（南窓社，1990年）
- 『アジア・太平洋の人と暮らしⅡ』（南窓社，1992年）
- 『コンパクト学習条約集』（信山社，2010年）

### 共編著
- （棟居快行・薬師寺公夫・坂元茂樹）『国際人権法と憲法(講座国際人権法１)』（信山社，2007年）
- （棟居快行・薬師寺公夫・坂元茂樹）『国際人権規範の形成と展開(講座国際人権法２)』（信山社，2007年）
- （戸波江二・棟居快行・薬師寺公夫・坂元茂樹）『国際人権法の国内的実施(講座国際人権法３)』（信山社，2011年）
- （戸波江二・棟居快行・薬師寺公夫・坂元茂樹）『国際人権法の国際的実施(講座国際人権法４)』（信山社，2011年）

## 記念論文集
- （坂元茂樹・薬師寺公夫）『普遍的国際社会への法の挑戦 芹田健太郎先生古稀記念』（信山社，2013年）